# Kåre Bergstrøm
Kåre Bergstrøm (Värmland, 3 febbraio 1911 – Oslo, 24 giugno 1976) è stato un fotografo e regista norvegese di origini svedesi.
Nel 1933 iniziò a lavorare per la casa di produzione cinematografica Norsk Film, divenendo in seguito un fotografo. Ha curato la fotografia nei film Den forsvundne pølsemaker (regia di Toralf Sandø, 1941), Den farlige leken (regia di Tancred Ibsen, 1942), Trysil-Knut (regia di Rasmus Breistein, 1942) e En herre med bart (regia di Alfred Maurstad, 1942). Dopo la Seconda guerra mondiale si è occupato della fotografia nel film d'esordio di Edith Carlmar Døden er et kjærtegn (1949), nonché nei film di Tancred Ibsen Den hemmelighetsfulle leiligheten (1948) e To mistenkelige personer (1950); di quest'ultimo film venne proibita la proiezione al pubblico a seguito di una sentenza della Corte Suprema di Norvegia. Il suo primo film come regista è stato la storia d'amore Andrine og Kjell del 1952. Ha inoltre diretto la commedia Det kunne vært deg (1952), il documentario di guerra Blodveien (1955) sui lavoratori schiavi jugoslavi in Norvegia durante la Seconda guerra mondiale, il thriller De dødes tjern (1958) tratto da un romanzo poliziesco di André Bjerke, Hans Nielsen Hauge (1961, film biografico sull'omonimo predicatore norvegese), Klokker i måneskinn (1964) e il film per bambini Bjurra (1970).